# Božidar Fink
‎‎Božidar Fink, slovenski pravnik, častnik Slovenskega domobranstva in politik, * 30. avgust 1920, Litija, † 18. februar 2013, Buenos Aires, Argentina.

## Življenjepis
Božidar Fink je leta 1939 maturiral na ljubljanski klasični gimnaziji in diplomiral na Pravni fakulteti Univerze v Ljubljani leta 1943. 
Med aprilsko vojno leta 1941 je bil jugoslovanski vojak, po kapitulaciji Jugoslavije pa so ga Italijani internirali v Gonarsu. Od jeseni 1943 je delal kot častnik v pravništvu slovenskega domobranstva.
Maja 1945 se je z domobranskimi enotami umaknil na Koroško, od koder ga Angleži zaradi slabega zdravstvenega stanja niso izročili jugoslovanskim partizanom. Po vojni je bil sprva zaprt v taboriščih Monigo, Servigliani in Senigallia, kjer je deloval pri raznih organizacijah in šolstvu. V Senigalliji se je avgusta leta 1946 tudi poročil in kasneje dobil prvega sina.
Kljub jugoslovanskim zahtevam po izročitvi, do tega ni nikoli prišlo. Emigriral je v Argentino, kamor je prispel v začetku leta 1948; kasneje je za njim v Argentino emigrirala tudi njegova družina. Tam je sprva delal kot vratar in učitelj latinščine v noviciatu, nato pa je bil 30 let uradnik v podjetju Loma Negra.
Imel je še pet drugih otrok, med njimi sta operna pevca Marko Fink in Bernarda Fink.
Umrl je Buenos Airesu 18. februarja 2013 v 93. letu.  

## Odlikovanja
8. februarja 1997 je bil Fink odlikovan s Častnim znakom svobode Republike Slovenije »za zasluge v dobro Republiki Sloveniji pri njenem mednarodnem priznanju in uveljavljanju«.
V obrazložitvi za odlikovanje med drugim piše: »Božidar Fink je od 1. julija 1991 pa do 19. avgusta 1994 bil pooblaščenec Slovenskega zunanjega ministra, vzpostavljal stike in vodil pogovore s predstavniki državnih, političnih, ekonomskih in drugih institucij v Republiki Argentini ter opravljal konzularne posle za naše izseljence. Na to mesto je bil imenovan kot pravnik, ki je dobro poznal argentinske politične razmere in užival velik ugled med vsemi skupnostmi med slovenskimi izseljenci. S svojim delom je pomembno prispeval k promociji RS v Argentini, ki je kot prva v Latinski Ameriki priznala RS že 16. januarja 1992 in z njo vzpostavila diplomatske odnose aprila 1992. G. Fink je uspešno opravljal zaupane naloge. Za svoje delo ni prejemal plačila, povrnjeni so mu bili le materialni stroški. G. Fink je tudi poskrbel, da je RS mogla leta 1994 odpreti veleposlaništvo v Buenos Airesu«.